# Amalie Claussen
Amalie Claussen, også kendt som Emma Claussen, (9. november 1859 - 4. januar 1950) var en dansk fotograf fra det nordlige Jylland. Efter en periode som lærer, beskæftigede hun sig med fotografering fra midten af 1890'erne for at tilfredsstille sine kunstneriske ambitioner. Hun huskes for de portrætter og landskaber hun lavede, mens hun arbejdede i Skagen. 

## Tidlige år og uddannelse
Claussen var født den 9. november 1859 i ved Klosterskoven i Ugilt ved Hjørring, hvor hun levede indtil hun fyldte 19 år. Hendes far, skovridder Henrich Wilhelm Claussen, arbejdede på Børglum kloster. Hendes mor var Ane Hedevig Cortsen. 
Claussen begyndte at skitsere scenere fra det omkringliggende landskab allerede fra otteårs alderen. Da hendes far døde da hun var kun 14 år gammel, begyndte hun at skrive poesi. Hun skrev en digtsamling kaldte Gisninger, som indeholder sine religiøse og eksistentielle ideer. Hun blev uddannet på Femmers Institut i København som lærerinde.

## Karriere
Hun startede en skole i Frederikshavn i begyndelsen af 1880'erne. Hun afbrød dette arbejde for at rejse til Wien for at lære at male. Hun var interesseret i hypnotisme og spiritisme, en interesse der havde rødder i den eksistentiel krise, hun oplevede på grund af farens død. Det resulterede i udgivelsen af nogle religiøse værker, inklusiv Mit Livssyn i 1905 og En ny Reformation i 1925. 
Da hun vendte tilbage fra Wien, arbejdede hun som fotograf i Aarhus i en kort periode, men rejste derefter til Norge for at studere parapsykologi. Hun vendte tilbage til Danmark i midten af 1890'erne og begyndte at arbejde med fotografering. Først åbnede hun et atelier i Brønderslev. Derefter åbnede hun et sommeratelier i Skagen fra 1897, hvor hun tog portrætter af både byens borgere og byens sommergæster. Hun viste sin kunstneriske talenter i en række landskabsfotografier af Skagen og omegn. Hendes arbejde bestod ikke kun af fotografering, men også det tekniske forarbejdning samt indramningsarbejde. Claussen arbejdede som fotograf frem til 1929, hvor hun trak sig tilbage til Frederikshavn, hvor hun boede i et hus ved stranden. Hun døde i Frederikshavn den 4. januar 1950.